# Hřbitov v Mělníku
Hřbitov v Mělníku (též Hřbitov u sv. Václava) je hlavní městský hřbitov v Mělníku. Nachází se v jihovýchodní části města, v ulici Pražská, nedaleko Labe. Bývá nazýván podle někdejšího kostela Václava, zaniklého roku 1791.

## Historie

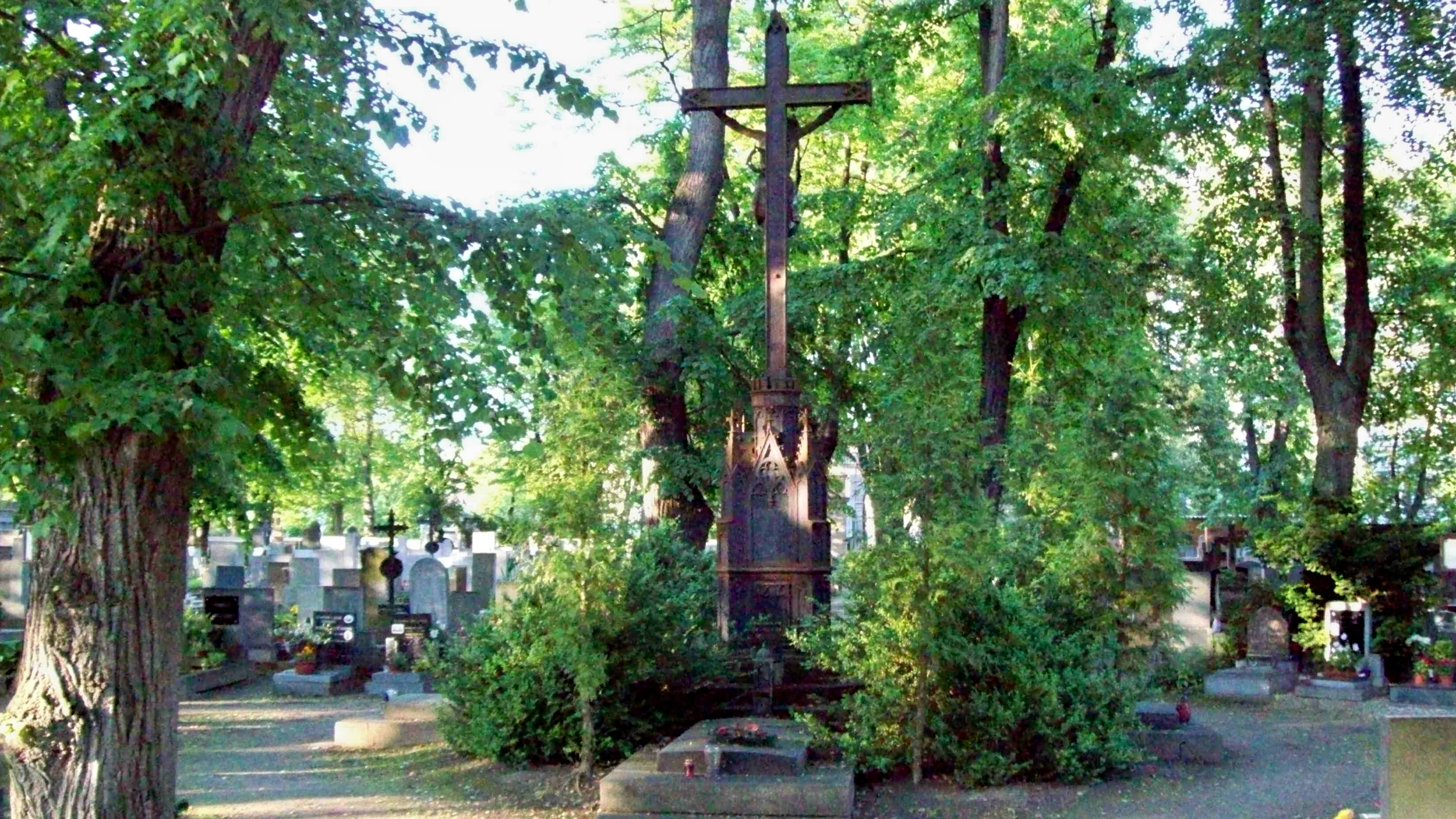
Centrální hřbitovní hrob, místo uložení ostatků farářů

První hřbitov vznikl okolo původního kostela svatého Václava zrušeného následkem náboženských reforem Josefa II. roku 1791. Prostor nadále sloužil pouze k pohřbívání, poté, co se v rostoucím městě přestalo pohřbívat u kostelů v centru města, sloužil pak areál jako hlavní městský hřbitov. Na přelomu 19. a 20. století byla přistavěna neoklasicistní vstupní brána s přilehlými přízemními budovami, které tvoří zázemí hřbitovní správy.
V roce 1978 bylo v Mělníku zprovozněno krematorium nacházející se severně od města.
Podél zdí areálu je umístěna řada hrobek významných obyvatel města, pohřbeni jsou na hřbitově i vojáci a legionáři bojující v první a druhé světové válce.

## Osobnosti pohřbené na tomto hřbitově
- Josef Tykal (1877–1952) – starosta Mělníka
- Hrabě Jan Josef Pachta (1723–1822) – šlechtic a hudebník
- Josef Havlena (1844–1922) – lesník na panství Schwarzenbergů
- Jaroslav Krombholc (1918–1983) – dirigent
- Marie Tauberová (1911–2003) – opěrní pěvkyně, manželka J. Krombholce
- Otakar John (1890–1967) – botanik a středoškolský učitel

### Rodinné hrobky
- hrobka rodiny Šulcovy
- hrobka rodiny Mitáčkovy
- hrobka rodiny Slavíkovy